# Primetime
Pour les articles homonymes, voir Prime time.
Primetime est un service disponible sur Xbox 360, via le Xbox Live,.
Il a été lancé le 9 mai 2009 au Canada (sauf au Québec), le 1er juin 2009 aux États-Unis, le 10 juillet 2009 en Angleterre et en Irlande et le 12 juillet 2009 en France et en Allemagne. Le premier jeu fut la version bêta (Saison 1) du jeu vidéo 1 contre 100,,.
Annoncé à l'E3 2008, le service Primetime est gratuit pour tous les abonnés Xbox Live Gold.
Il avait vocation à réunir des jeux télévisés portés sur console pour une utilisation massivement multijoueurs en ligne.
Microsoft avait signé avec Endemol un partenariat pour lancer différents jeux Primetime.
Le premier jeu annoncé par Microsoft à l'E3 2008 est 1 contre 100.
Cependant, un deuxième jeu reprenant le principe de sessions massivement multijoueurs en ligne a été annoncé lors du CES 2011, Full House Poker,,,.
Il s'agit d'un jeu de poker classique avec des sessions de jeu online programmées.